# Juan David Cabezas
Juan David Cabezas (Cali, 27 febbraio 1991) è un calciatore colombiano, centrocampista svincolato.

## Caratteristiche tecniche
È un centrale che garantisce qualità e sostanza; imposta talvolta la manovra, ma si dedica anche alla copertura: svolge le due fasi con impegno, è tatticamente intelligente e si applica con generosità, assicura equilibrio e stabilità al centrocampo.

## Carriera

### Club
Ha esordito il 16 agosto 2009 durante la partita disputatasi contro l'Atlético Junior grazie all'allora tecnico del Deportivo Cali, José Eugenio Hernández. Nel 2010 passò per un anno in prestito al Cúcuta Deportivo per poi far ritorno al Deportivo Cali.

### Nazionale
Nel 2011 viene convocato nell'Under-20 per prendere parte al campionato mondiale di calcio Under-20.

## Palmarès

### Competizioni nazionali
- U.S. Open Cup: 1

Houston Dynamo: 2018